# Ansager Kirke
Ansager Kirke ligger i Ansager Sogn, i det tidligere Øster Horne Herred Ribe Amt, nu Varde Kommune. Kirken er fra 1200-tallet. Romansk kor og skib. I 1775 udvidedes kirken med et tårn med spir. I tårnrummet findes kirkens eneste kalkmalerier – malet af Liljemesteren. Grundet vækkelse udvidedes kirken i 1889 med to korsarme. I kirkens indvendige sydmur er den gamle alterbordplade indmuret, og et relikviegemme indhugget.

## Eksterne kilder og henvisninger
- Ansager Kirke hos KortTilKirken.dk
- Ansager Kirke i bogværket Danmarks Kirker (udg. af Nationalmuseet)
- Ansager Kirke i lokal guide comevisit.dk